# José Pedro Pérez-Llorca Rodrigo
José Pedro Pérez-Llorca Rodrigo   (Cadis, 30 de desembre de 1940 - Madrid, 6 de març de 2019) fou un polític, diplomàtic i advocat espanyol, un dels set Pares de l'actual Constitució espanyola i figura fonamental en la Transició espanyola.

## Biografia
De ben petit es traslladà a Madrid amb la família, ciutat on va estudiar dret a la Universitat Complutense i s'especialitzà en dret mercantil i dret internacional. Va complementar els estudis a les Universitats de Friburg, Múnic i la London School of Economics and Political Science, cosa que li va permetre ingressar en la carrera diplomàtica i, més tard, accedir per oposició a les Corts Espanyoles com a lletrat.
Com a diplomàtic va treballar a la Sotssecretaria de Política Exterior del Ministeri d'Afers Exteriors, amb Pedro Cortina Mauri com a ministre, de manera que assistí a nombroses sessions de l'Assemblea General de l'ONU i a reunions d'altres organismes internacionals. Interessat en la docència, fou nomenat professor de Dret Constitucional a l'Escola Diplomàtica de Madrid i la Universitat Complutense.
Membre de la Unió de Centre Democràtic (UCD), en les eleccions generals espanyoles de 1977 aconseguí l'acta de diputat al Congrés per la circumscripció de Madrid, escó que repetí en les eleccions generals de 1979. En la formació de govern Adolfo Suárez el va nomenar successivament ministre de la Presidència, ministre d'Administració Territorial el 1980 i, aquest mateix any, en una nova remodelació del govern, ministre d'Afers Exteriors, càrrec que va ocupar també després del fallit Cop d'estat del 23 de febrer amb el govern de Leopoldo Calvo-Sotelo i fins a les eleccions generals espanyoles de 1982.
L'any 1977 fou un dels escollits per participar en la redacció de l'avantprojecte que cristal·litzaria amb la redacció de Constitució espanyola de 1978, motiu pel qual és conegut com un dels Pares de la Constitució.
L'ensorrament de la UCD el va dur a abandonar l'activitat política per dedicar-se a exercir l'advocacia, així com a participar en diverses empreses estatals i internacionals com a soci, accionista o conseller (Kuwait Petroleum, Iberia LAE, Loewe), compaginant aquesta activitat amb la de professor de Dret constitucional a la Universitat Complutense. Així mateix, a final de la dècada del 1980 participà activament en la fundació del Partit Popular, del qual va esdevenir secretari General de Coordinació.